# Essigella essigi
Essigella essigi är en insektsart som beskrevs av Hottes 1957. Essigella essigi ingår i släktet Essigella och familjen långrörsbladlöss. Inga underarter finns listade i Catalogue of Life.